# Lia Neiva
Lia Neiva (Rio de Janeiro) é uma escritora brasileira que já recebeu o prêmio "Melhor Livro Infantil" da Associação Paulista de Críticos de Arte.

## Vida pessoal
Neiva formou-se em Letras pela Pontifícia Universidade Católica (PUC). Foi professora de Inglês no Instituto Brasil-Estados Unidos, Linguística Aplicada pela Universidade do Texas, nos Estados Unidos. Tornou-se escritora em 1989 e tem cerca de vinte livros publicados, sendo alguns premiados pela Fundação Nacional do Livro Infantil e Juvenil (FNLIJ). Sempre gostou de escrever, mas foi em uma reunião de trabalho que nasceu o seu primeiro livro. "Onde eu trabalhava tinha reunião todos os dias e parecia que não acabavam nunca. Um dia eu cansei e comecei a escrever uma história, quando acabou a reunião, uma professora que estava lá me perguntou: "Você gostou tanto assim do que foi dito? Você tomou nota da reunião inteira". Eu respondi que não, e que eu estava apenas escrevendo uma história. Ela pediu para ver, gostou do livro e levou para uma editora em Minas Gerais", contou. A partir daí, ela fez outros livros infantis e juvenis. Lia escreve para crianças e jovens sempre com o objetivo de contribuir para a formação de novos leitores.

## Carreira
Lia Neiva Publicou o seu primeiro livro em 1989, Por opção, continuou escrevendo para crianças e jovens, pensando em contribuir para a formação de leitores. Possui obras premiadas pela Fundação Nacional do Livro Infantil e Juvenil. E em 1994, recebeu o prêmio de melhor livro infantil da Associação Paulista de Críticos de Arte.Após isso continuou escrevendo o que estimulou o pensamento de jovens e crianças.

## Obras
A escritora possui 20 livros publicados:
- A Aveleira e a Madressilva - A Paixão de Tristão e Isolda
- A Cutia que Virou Princesa
- A Gata do Rio Nilo
- As mulheres da casa de Troia
- Estranhas Histórias
- Entre Deuses e Monstros
- Quem acorda sonha
- Vou ali e volto já
- Sombras e Assombros
- Se faísca, Ofusca
- Reis, Viajantes e Vampiros
- Histórias de não se crer
- Não olhe atrás da porta
- Nem assim, nem assado
- O Castelo da Torre Encantada
- O circo do Jiló
- O Herói e a Feiticeira
- Cropas ou Praus?
- Bichos de lá e de cá
- The Replicant